# Vladimir Peran
Vladimir Peran (1922. – 1942.), hrvatski borac NOB, narodni heroj

## Životopis
Rođen je 1922. godine. Završio gimnaziju. Nakon kapitulacije kraljevine Jugoslavije 1941., s grupom šibenskih omladinaca iz vojnih objekata izvukao je više pušaka, pištolja, bomba, nešto streljiva i dva puškomitraljeza. U borbu je otišao s Prvim šibenskim partizanskim odredom koji je okupio trideset jednog borca i krenuo je s brda Piska 12. kolovoza 1941. prema Bosni.
Za narodnog heroja proglašen 20. prosinca 1951. godine.

## Vanjske poveznice
- Spomenici revolucije SUBNOR-a Šibenik